# La Vanguardia Obrera
La Vanguardia Obrera va ser una cooperativa fundada el 1894 a la vila d'Horta per a contribuir a satisfer les necessitats de la classe treballadora de la vila, i pujar el nivell cultural dels seus associats. Formà part del moviment cooperatiu català a través de la Federació de Cooperatives de Consum i altres entitats; en depengueren escoles, seccions de música, esports, etc.

## Història
La cooperativa fou fundada per Miquel Brunat i Josep Magrans, treballadors d'una rajoleria d'Horta, que reberen les primeres nocions de cooperativisme d'uns companys de la Cooperativa l'Amistat Martinenca. El 4 de desembre de 1894 formaren la comissió promotora, amb 20 socis més. Aquell mateix any la cooperativa comprà l'edifici del carrer de la Plana, 12, cantonada amb la baixada de Rivero. S'amplià el 1918, doncs ja funcionava l'escola. El 1909 s'adquirí en propietat un cabal d'aigua, per 2.500 pessetes, procedent de la mina de can Travi.
La planta baixa estava destinada a la venda de queviures, roba, calçat, pintures, carbons, objectes de terrissa i d'esparteria, i un celler de vins i licors. A la planta pis s'hi feien les activitats culturals, recreatives i d'ensenyament, en què s'hi integraven el saló cafè, la sala de festes i teatre, i les escoles. El 1917 es creà l'Agrupación Orfeónica Obrera la Violeta Hortense, amb els alumnes de solfeig de l'escola de la cooperativa. Desapareguda aquesta formació musical es va constituir l'agrupació de la Lira Hortense, també de la cooperativa, el 1922, dirigida per Aleix Vidal i Not. Va durar fins 1934. El 1928 s'hi creà una biblioteca a l'entitat i una altra d'ambulant. A partir de 1930 l'activitat teatral fou molt intensa. Els anys 40 i 50 els espectacles teatrals eren molt populars. Les sarsueles eren interpretades, majoritàriament, per gent d'Horta. El baríton Jaume Ferré i Fàbregas en va ser un dels seus membres destacats. L'entitat també feia excursionisme; petits i grans sortien d'excursió per la serra de Collserola.
A la Festa Major d'Horta de 1947 es va celebrar un homenatge als socis antics, cadascun d'ells acompanyat d'un o una jove, en que se'ls va obsequiar amb una llibreta d'estalvis amb una quantitat que, a parts iguals, havien aportat la cooperativa i la Caixa de Pensions.

## Escoles
Les escoles de la cooperativa es van crear el 1905, amb una filosofia molt avançada, amb una pedagogia activa, laica, i amb la finalitat educativa de formar persones lliures. El primer director va ser Àngel Costal i Tarrides, auxiliat per la seva dona, Matilde Crudan i Trennegol. El 1909, amb la repressió Maurista que s'inicia després de la Setmana Tràgica, que inclou l'execució de Ferrer i Guàrdia, l'escola va ser clausurada. El maig del 1910 es tornà a obrir amb nou professorat. A l'agost de 1920 es renova la comissió d'ensenyament, que fan fora els mestres que fan de directors, i l'escola agafa els principis de l'Escola Moderna, concebuda per Ferrer i Guàrdia, contractant mestres de la Normal. Però aquest esperit no durarà gaire: el 1923 els militars ordenen la destitució de les mestres i nomenen un de nou. El 1930, amb més de 200 alumnes i sota el lema '¡Uno para todos y todos para uno!' es comença a impartir una hora setmanal de teoria cooperativista.
Fins a la Guerra Civil espanyola, l'escola comptarà amb: escola diürna, escola nocturna per a adults, escola nocturna d'Arts i Oficis; hi havia grup de declamació, que feien teatre, grup excursionista infantil, que feien una sortida mensual; i el grup coral La Lira Hortense. Amb l'entrada de les tropes feixistes a Barcelona es suprimeixen entre altres les escoles dels Ateneus, centres obrers i populars. Després de la guerra l'escola torna a obrir però amb característiques ben diferents, adaptades a la nova situació. El primer mestre que reprèn les classes el 4 de maig de 1939 serà el mestre Josep Serradesanferm, al qual Horta té dedicat un carrer, com a homenatge als molts anys de dedicació al barri en les escoles de la cooperativa. L'escola passà a anomenar-se Centro Instructivo de Horta. L'escola tancà el 1975.